# بروس تول
بروس تول (انگلیسی: Bruce E. Toll؛ زادهٔ ۲۹ آوریل ۱۹۴۳) کارآفرین اهل ایالات متحده آمریکا است، که در سال ۱۹۶۷ شرکت تول برادرز را تأسیس کرد.